# Octaèdre
En géométrie, un octaèdre (du grec oktô, huit et hedra, face) est un polyèdre à huit faces.

## Présentation
Certains octaèdres satisfont des conditions de symétrie ou de régularité des faces :
- l'octaèdre régulier,
- le prisme hexagonal,
- la pyramide à base heptagonale,
- le tétraèdre tronqué,
- le trapézoèdre tétragonal.

Un octaèdre dont toutes les faces sont triangulaires possède douze arêtes et six sommets.

Octaèdre régulier
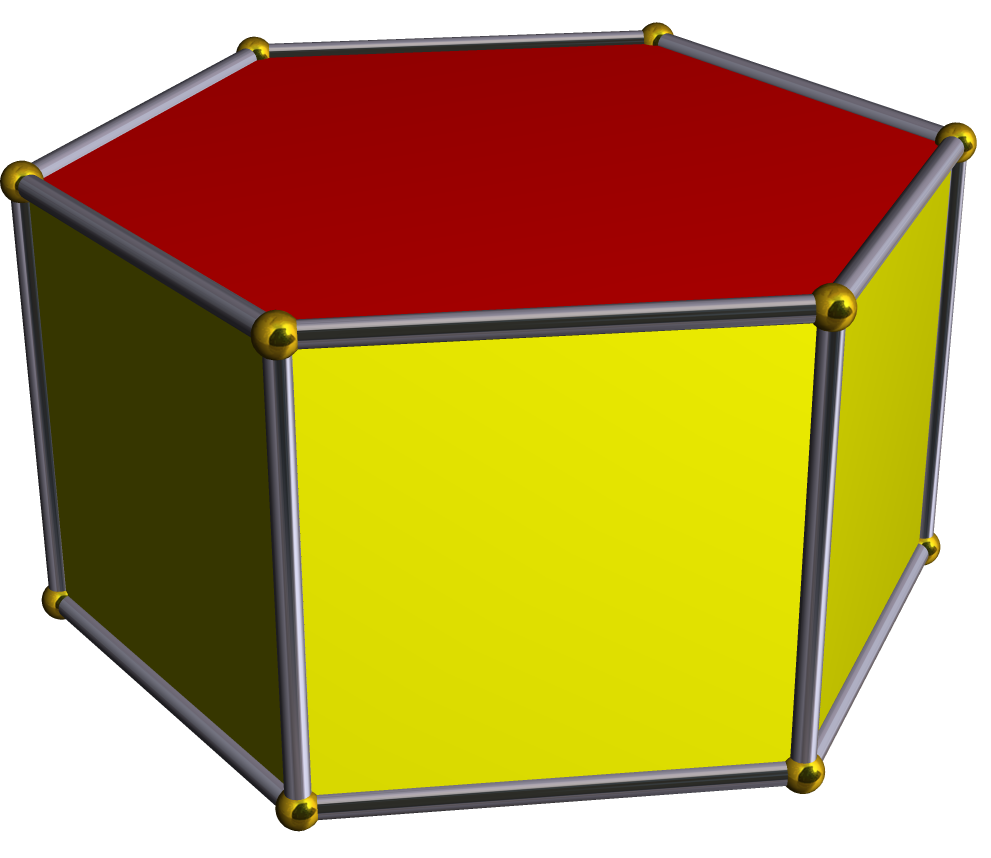
Prisme hexagonal
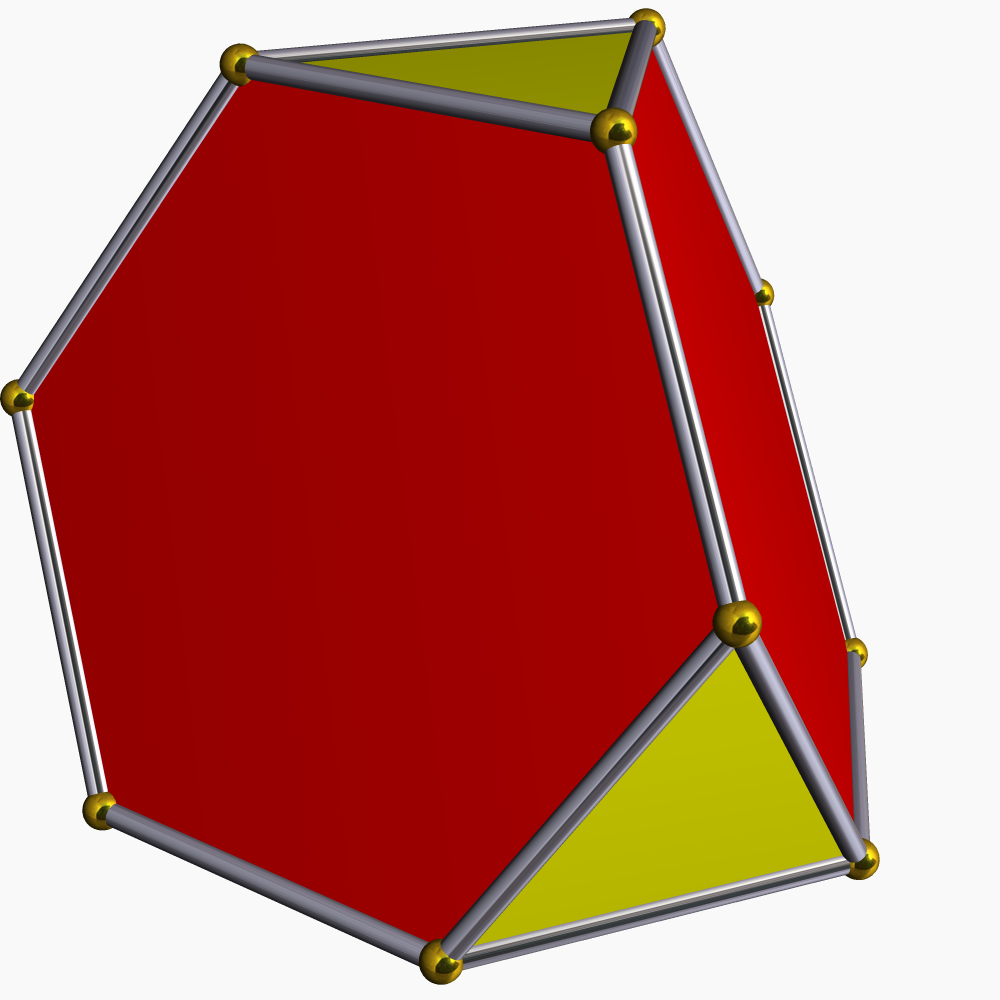
Tétraèdre tronqué
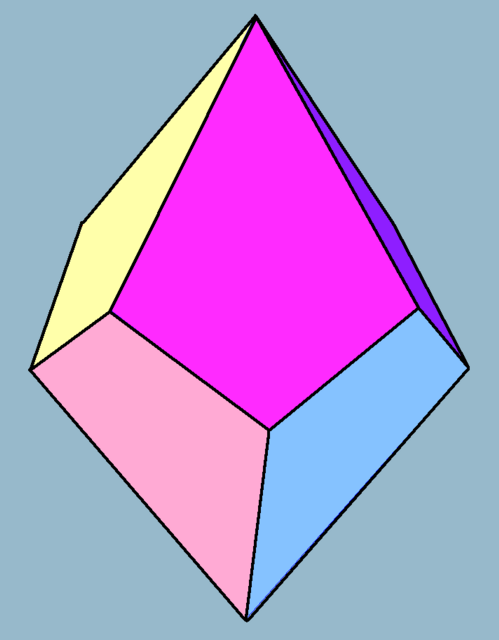
Trapézoèdre tétragonal

## L'octaèdre articulé
Il existe des octaèdres flexibles, ce sont les polyèdres déformables de taille minimale. Comme l'a prouvé Cauchy, ils ne peuvent pas être convexes.